# حمله به نباتیه
کشتار نباتیه، حادثه ای در  ۱۸ آوریل ۱۹۹۶ بود که در این حمله هوایی نیروهای دفاعی اسرائیل (IDF) به خانه‌ای در نباتیه در جنوب لبنان حمله کردند، یازده نفر به قتل رسیدند و ۱۰ نفر زخمی شدند هشت نفر از آنان که کشته شدند اعضای یک خانواده بودند: مادر و هفت فرزندش که یک کودک ۴ ماهه هم در میان آنها بود.

## شرح حادثه
حدود ۶:۳۰ صبح، بالگردهای نیروهای دفاعی اسرائیل موشک‌هایی را به سه ساختمان در روستا شلیک کردند و یک خانه را به‌طور کامل و دو خانهٔ دیگر را تخریب کردند. خانواده‌های لبنانی در آن ساختمان‌ها زندگی می‌کردند را قتل عام کردند. سخنگوی نیروهای دفاعی اسرائیل ادعا کرد که بالگردها به این علت ساختمانی که یازده نفر در آن کشته شدند را زدند که نیروهای حزب‌الله لبنان پس از شلیک خمپاره در آنجا مخفی شده بودند. تحقیقات عفو بین‌الملل و دیدبان حقوق بشر این درگیری را تأیید نکرد.